# 小迪維察
50°41′36″N 32°10′21″E / 50.69333°N 32.17250°E
小迪維察（烏克蘭語：Мала Дівиця），是烏克蘭北部切爾尼戈夫州普里盧基區小迪維察市镇内的市級鎮及其行政中心。距離普里盧基20公里，面積7.05平方公里，2023年人口1,900，人口密度每平方公里307.09人。